# Kaple svaté Máří Magdalény (Tašov)
Poutní kaple svaté Maří Magdalény v Tašově z roku 1707 stojící na skalnatém bezejmenném úbočí vrchu jihovýchodně za obcí u silnice směrem na Rýdeč. Duchovní správou spadá pod farnost Proboštov. Od 5. března 1996 je kaple chráněna jako kulturní památka České republiky.

## Popis
Jedná se o pětibokou centrální stavbu s obdélnou sakristií, která je zevně členěná lizénovými rámci. Má polokruhová okna a uvnitř koutové zalomené pilastry. Je sklenuta kupolí. Je kryta pětibokým jehlanem s polygonální lucernou ve vrcholu. Na místě, kde by měl být v lucerně zavěšen zvon se nacházejí dva ampliony. Po vysídlení německy mluvícího obyvatelstva v roce 1945 zpustla a zařízení kaple bylo zničeno. Kaple byla v roce 1996 zrekonstruována a slouží k příležitostným bohoslužbám. Vedle kaple se nachází otevřená útulna.

## Kaple v obci

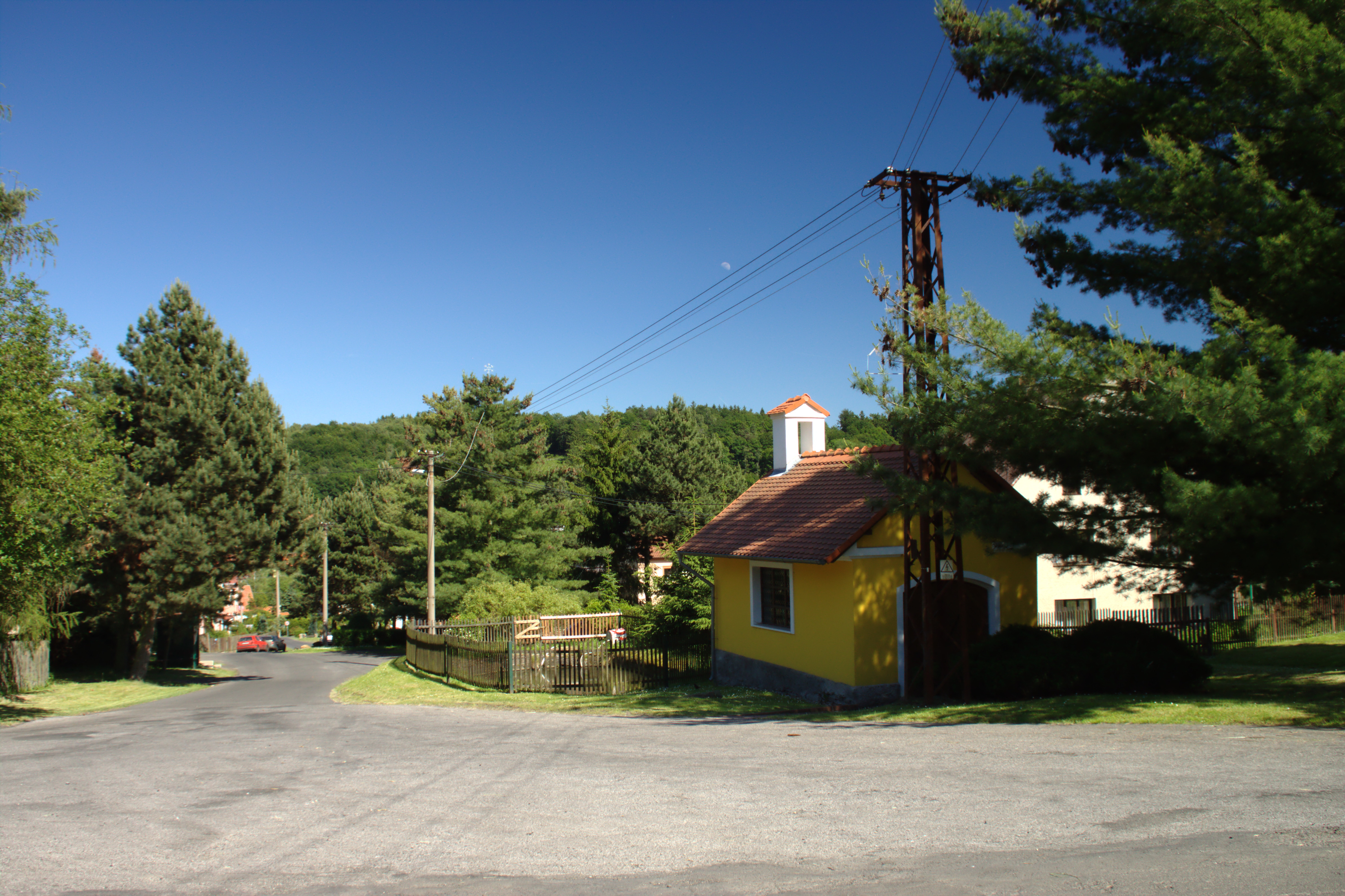
Kaple na návsi obce

Další kaple nacházející se v obci na návsi pochází z 19. století. V padesátých letech 20. století přestavěna na hasičskou zbrojnici.